# Andrei Bykov
Andrei Bykov (russisch Андрей Вячеславович Быков/Andrei Wjatscheslawowitsch Bykow; * 10. Februar 1988 in Moskau, Russische SFSR) ist ein ehemaliger Schweizer Eishockeyspieler russischer Herkunft, der während seiner ganzen Karriere für Fribourg-Gottéron in der National League auflief.

## Leben
Der Sohn des ehemaligen sowjetisch-russischen Eishockeynationalspielers und späteren Trainers Wjatscheslaw Bykow kam in Moskau zur Welt, wuchs aber hauptsächlich in der Schweiz auf, wo sein Vater ab 1990 spielte.

## Laufbahn

### Fribourg-Gottéron
Bykov durchlief die Nachwuchsstufen bei Fribourg-Gottéron, im Laufe des Spieljahres 2005/06 verbuchte er erste Einsätze für die Üechtländer in der National League A. Er entwickelte sich zur festen Grösse im Freiburger Aufgebot. 2023 verlängerte er seinen Vertrag für die Saison 2023/24.
Von RTS Sport wurde er im Oktober 2011 in Anspielung auf sein Geburtsland, seine verhältnismässig geringe Körpergrösse und seinen Vater als «der kleine Zar von Saint-Léonard» bezeichnet. Nach der Saison 2023/24 beendete der Stürmer seine aktive Karriere.

### Nationalmannschaft
Bykov bestritt in den Altersstufen U18 sowie U20 Länderspiele für die Schweiz. Später lief er auch für die Herrennationalmannschaft auf.